# Егу-Жуант
Егу-Жуант (фр. Aigues-Juntes) насеље је и општина у јужној Француској у региону Миди Пирене, у департману Арјеж која припада префектури Фоа.
По подацима из 2011. године у општини је живело 46 становника, а густина насељености је износила 5,92 становника/km². Општина се простире на површини од 7,77 km². Налази се на средњој надморској висини од 580 метара (максималној 616 m, а минималној 340 m).

## Демографија
| 1962. | 1968. | 1975. | 1982. | 1990. | 1999. | 2011. |
| ----- | ----- | ----- | ----- | ----- | ----- | ----- |
| 95    | 81    | 63    | 59    | 42    | 49    | 46    |

График промене броја становника у току последњих година